# Gloria Torrea
Gloria Torrea (1898-Mexico, 1928), va ser una actriu espanyola.
Va debutar al Teatro Español, també treballà a Mèxic. Destacà per ser la primera actriu de la Companyia Dramàtica.
Torrea es va disparar al cap en Mèxic, El 1928, 34 anys després, el seu espòs, el torero Juan Belmonte també es va suïcidar disparant-se un tret.

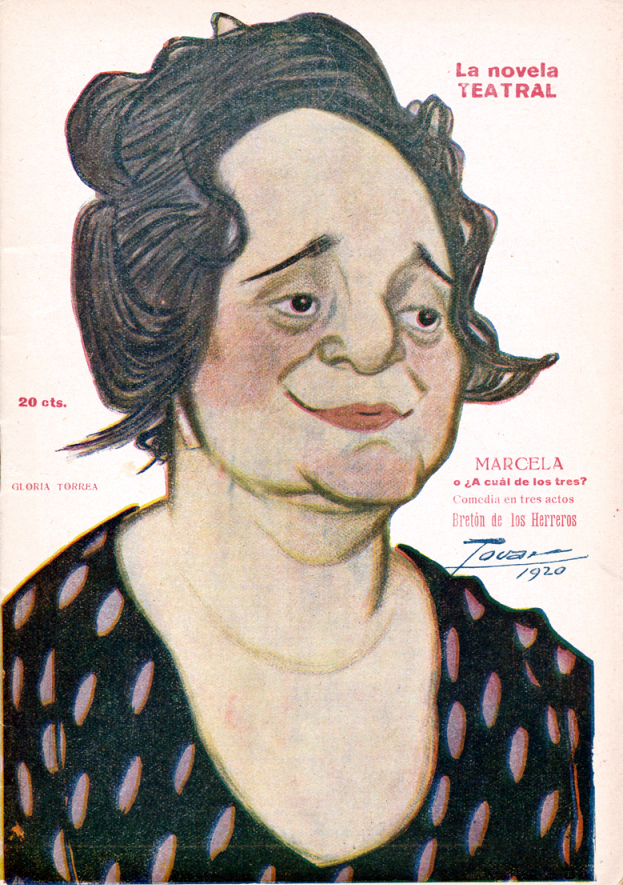
Caricaturitzada per Tovar (1920).